# Eurrhypini
De Eurrhypini zijn een geslachtengroep van vlinders uit de familie van de grasmotten (Crambidae).

## Geslachten
- Argyrarcha Munroe, 1974
- Cliniodes Guenée, 1854
- Dicepolia Snellen, 1892:
- Eurrhypis Hübner, 1825
- Hyalinarch Munroe, 1974
- Jativa Munroe, 1961
- Mecynarcha Munroe, 1974
- Mimoschinia Minet, 1980
- Porphyrorhegma Munroe, 1961
- Pseudoschinia Munroe, 1961
- Pseudonoorda Munroe, 1974
- Sobanga Munroe, 1964
- Trigonoorda Munroe, 1974
- Viettessa Minet, 1980